# Дроселювання
Дроселюва́ння (від нім. drosseln — душити, глушити; скорочувати) — протікання рідин, пари або газів крізь місцевий гідродинамічний опір потоку — дросель (звужений отвір, пористу перегородку, заслінку, діафрагму, клапан, кран, вентиль тощо), яке супроводиться зміною їхнього тиску й температури без використання кінетичної енергії, що при цьому звільнюється.
Адіабатичне дроселювання супроводжується зміною температури, що носить назву дросельний ефект або ефект Джоуля — Томсона.
Дроселювання дає змогу глибоко охолоджувати й скраплювати гази, регулювати й вимірювати витрату (витратомірами), змінювати ін. параметри (дросельними клапанами) рідин, пари або газів.

## Дроселювання газу
Дроселювання газу (англ. gas throtting) спостерігається в умовах, коли потік не здійснює зовнішньої корисної роботи й відсутній теплообмін із навколишнім середовищем. Характеризується коефіцієнтом Джоуля — Томсона (границя відношення зміни температури газу до зміни його тиску в ізоентальпійному процесі). Застосовується для глибокого охолодження й скраплювання газів. Останнє здійснюється на устаткуванні низькотемпературної сепарації при промисловій підготовці газу до подальшого транспортування. Крім того, застосовується при трубопровідному транспортуванні природних газів — для регулювання тиску й зміни витрати газу. Дроселювання газу може спричинити обмерзання запірних, регулювальних і вимірювальних пристроїв, а також утворення в газопроводах газових гідратів. Внаслідок дроселювання температура газу в газопроводах магістральних може опускатися нижче температури навколишнього середовища. Дроселювання застосовується в осьових вентиляторах за рахунок зміни кута нахилу лопаток. Це дозволяє керувати потоком газу.